# كوفاليدا
كوفاليدا هي بلدية تقع في مقاطعة سوريا، في منطقة قشتالة وليون، في إسبانيا. يبلغ عدد سكانها 1,924 نسمة وذلك حسب (المعهد الوطني للإحصاء) سنة 2004. تبلغ مساحتها 104 كم مربع.

## وصلات خارجية
- Covaleda Town Hall Official site
- Covaleda Town Hall Non-official site: Descubre Covaleda
- Web del camping
- Imágenes del pueblo